# Alocodon kuehnei
Alocodon kuehnei Thulborn, 1975 è un piccolo dinosauro erbivoro vissuto nel Giurassico superiore (Oxfordiano, tra 161,2 e 155,7 milioni di anni fa), i cui resti fossili (essenzialmente dei denti) sono stati ritrovati in Portogallo.

## Descrizione
Questo piccolo animale, il cui nome significa "dente ad ala", era lungo non più di un metro, e fu classificato variamente come un fabrosauride o un ipsilofodontide. In ogni caso doveva trattarsi di uno snello bipede (o semibipede) che percorreva le pianure alluvionali in cerca di foglie da strappare con il becco. Altri generi di piccoli ornitischi del Giurassico superiore portoghese noti attraverso denti sono Trimucrodon e Phyllodon.